# Преображенский, Василий Агафонович
Василий Агафонович Преображенский (1809—1874) — генерал-лейтенант русской императорской армии.

## Биография
Родился в 1809 году. Происходил из дворян Тульской губернии. Его младший брат — Фёдор Агафонович Преображенский (1824—1895).
С 1829 по 1862 годы служил на Кавказе. В офицерском чине — с 26 апреля 1831 года. В 1847 году был награждён золотой полусаблей «за храбрость». С 6 января 1852 года по 1 октября 1858 года командовал Кубанским пехотным полком. С 1 октября 1858 года — генерал-майор; командовал Хамкетинским отрядом. М. Я. Ольшевский отмечал, что Преображенский — «человек ограниченных способностей и почти без всяких теоретических познаний, но во время своего восемнадцатилетнего служения на Кавказе приобретший опытность в горской войне. Будучи же заботлив и попечителен о войсках и не лишен необходимой предприимчивости и смелости, он честно исполнял возложенное на него поручение».
с 18 марта 1873 года — генерал-лейтенант. Числился по армейской пехоте в запасных войсках.
Умер 22 сентября (4 октября) 1874 года. Похоронен на Ваганьковском кладбище.

## Награды
- орден Св. Владимира 4-й ст. с бантом (1844)
- золотая полусабля «За храбрость» (1847)
- орден Св. Анны 2-й ст. (1847; императорская корона к ордену — 1850)
- орден Св. Владимира 3-й ст. с мечами (1857)
- орден Св. Станислава 1-й ст. с мечами (1862)
- орден Св. Анны 1-й ст. с мечами (1863)